# Mars 1990

## Événements
- 1er mars, Kosovo : état d'urgence dans la province serbe.

- 4 mars , France : création par Jean-Pierre Soisson du mouvement « France Unie ».

- 8 mars, négociations Est-Ouest : la RFA reconnaît la ligne Oder Neisse.

- 11 mars :
  - Lituanie : proclamation de l'indépendance du pays. Moscou impose un blocus.
  - Formule 1 : Grand Prix automobile des États-Unis.

- 14 mars : première réunion conférence 2+4 :  +1 car la Pologne y est associée.

- 15 mars :
  - France : congrès de Rennes du PS lors duquel les courants se sont déchirés.
  - Union soviétique : Mikhaïl Gorbatchev est élu président de l'Union soviétique.
  - Fernando Affonso Collor de Mello devient président de la République du Brésil

- 16 mars : à Valence (Espagne), alternative de Enrique Ponce, matador espagnol.

- 17 mars : l'Écosse remporte le tournoi des 6 Nations.

- 18 mars : déclaration d'indépendance de la RDA vis-à-vis de l'URSS, à la suite des élections libres qui voient le succès de chrétiens démocrates.

- 21 mars :
  - Namibie : accession du pays à l'indépendance.
  - Mongolie : révolution démocratique de 1990 en Mongolie.

- 25 mars : 
  - Hongrie : élections législatives. Le Forum démocratique (MDF) obtient la majorité des voix. József Antall prend la tête d'un gouvernement de coalition.
  - Formule 1 : Grand Prix automobile du Brésil.

## Naissances
- 1er mars :
  - Brendan Robinson, acteur américain.
  - Harry Eden, acteur britannique.
  - ZeratoR, streamer français.
- 2 mars : Jérôme Sanchez, basketteur français.
- 4 mars : Andrea Bowen, actrice américaine.
- 5 mars : Anne Sila, chanteuse et violoncelliste française.
- 6 mars :
  - Hiwot Ayalew, athlète éthiopienne.
  - Derek Drouin, sauteur en hauteur canadien.
  - Linn Haug, snowboardeuse norvégienne.
  - Georganne Moline, athlète américaine.
  - Andrew Musgrave, fondeur britannique.
  - Alfred N'Diaye, footballeur franco-sénégalais.
- 10 mars :
  - Mike Adams, footballeur américain.
  - Inna Deriglazova, escrimeuse russe.
  - César Domboy, acteur français.
  - Rania El Kilali, judokate marocaine.
  - Víctor García, pilote automobile espagnol.
  - Shawn Lalonde, joueur de hockey sur glace canadien.
  - Iván López, athlète chilien, spécialiste du demi-fond.
  - Calle Lindh, skieur alpin suédois.
  - Ryan Nassib, joueur de football américain.
  - Fernando Reis, haltérophile brésilien.
  - Luke Rowe, coureur cycliste gallois.
  - Claudia Steger, joueuse allemande de volley-ball.
  - Ahmed Sylla, humoriste français.
  - Stefanie Vögele, joueuse de tennis suisse.
- 19 mars : 
  - Christopher Maboulou, footballeur franco-congolais, ancien milieu de terrain du SC Bastia et de La Berrichonne de Châteauroux († 10 janvier 2021).
  - Antoine Valois-Fortier, judoka canadien.
- 20 mars : 
  - Justin H. Min, acteur américain
  - Marcos Rojo, footballeur argentin.
- 26 mars : 
  - Xiumin, chanteur, rappeur, danseur et acteur sud-coréen, membre du boys band EXO
  - Sarah-Maude Beauchesne, auteure québécoise.
  - Romain Saïss, footballeur marocain.
- 27 mars : 
  - Kimbra, chanteuse néo-zélandaise.
  - Nicolas Nkoulou, joueur de football camerounais.
- 29 mars : 
  - Travis Leslie, basketteur américain.
  - Ovidio Guzmán López, Baron De la drogue mexicain membre du cartel Los Chapito.
- 30 mars : Cassie Scerbo, actrice, danseuse et chanteuse américaine.
- 31 mars :
  - Bang Yong-guk, chanteur sud-coréen, ancien membre du boys band B.A.P.
  - Jemma Lowe, nageuse britannique.
  - Kheireddine Rechrouche, footballeur algérien.
  - Tommy Smith, footballeur anglais et néo-zélandais.
  - Aminata Makou Traoré, taekwondoïste malienne.

## Décès
- 5 mars : Karel Thijs, coureur cycliste belge (° 26 mai 1918).
- 7 mars : Claude Arrieu, compositrice française (°1903).
- 12 mars : Philippe Soupault, poète et écrivain français (° 2 août 1897).
- 13 mars : Bruno Bettelheim, psychanalyste américain (° 1903).
- 17 mars : Capucine, actrice française (°1928).
- 20 mars : Maurice Cloche, réalisateur français (°1907).
- 21 mars : Lev Yachine, gardien de but soviétique (°1929).
- 24 mars : Alice Sapritch, actrice française (° 1916).
- 28 mars : Gianfranco Contini, critique littéraire et philologue italien (° 4 janvier 1912).